# 同害報復
同害報復（どうがいほうふく）は、「目には目を、歯には歯を」という語で表されるような、同一の加害によって報復を行う刑罰である。同害復讐（どうがいふくしゅう）、同害刑（どうがいけい）またはタリオ（ラテン語：talio）とも。

## 具体例
ハンムラビ法典などの古代オリエントの法やイスラム法（キサース）に典型的である。